# Giuseppi Tuccillo
Giuseppi Tuccillo er en House-producer fra Italien.